# Волошин, Игорь Павлович
Игорь Павлович Волошин (род. 1 июля 1974, Севастополь, СССР) — российский актёр театра и кино, кинорежиссёр, сценарист, кинопродюсер, кинооператор, художник. Супруг актрисы Ольги Симоновой.

## Биография
Игорь Волошин родился 1 июля 1974 года в Севастополе.
Обучался в музыкальной школе по классу гитары. Занимался дзюдо, получив звание кандидата в мастера спорта. После окончания общеобразовательной школы в 1991 году безуспешно пытался поступить в медицинский институт.
В 1992 году устроился работать в молодёжный драматический «Театр на Большой Морской» кассиром. Всего через два месяца был принят актёром в труппу театра. В том же году поступил в филиал Ярославского театрального института в Севастополе.
Во время учёбы с 1993 по 1994 годы участвовал в панк-группе «Деликатесы», а после — с 1996 по 1998 годы был лидером в психоделическом джаз-оркестре «Деликатесы».
В 1996 году окончил институт, получив специальность «Актёр театра и кино».
С 1997 по 1998 годы работал актёром, драматургом и режиссёром в закрытой лаборатории при театре.
В 1998 году поступил во ВГИК на факультет дополнительного профессионального образования в мастерскую драматургии В. К. Черных и Л. А. Черных, но уже в 1999 году переходит в мастерскую режиссуры авторского фильма.
Окончил ВГИК в 2000 году, получив специальность «Кинорежиссёр-постановщик».
В Свердловской киностудии в качестве режиссёра поставил короткометражные фильмы — «Сука» (2001, документальный) и «Охота на зайцев» (2003, игровой).
С 2003 года работал в качестве режиссёра-постановщика городских съёмок в реалити-шоу «Голод». В том же году, совместно с Леонидом Фёдоровым («АукцЫон»), принимал участие в записи альбома «Горы и реки».
В 2004 году Игорь Волошин стал лауреатом молодёжной премии «Триумф».
В 2005 году в Роттердаме на международном кинофестивале был представлен фильм Игоря Волошина «Губы». Hubert Balls Found при Роттердамском кинофестивале выделил Игорю Волошину в соавторстве с Алексеем Шипенко грант на написание киносценария.

## Фильмография

### Актёр
- 2003 — Одиссея. Год 1989 — Линза
- 2013 — Скорый «Москва — Россия» — кореш
- 2021 — Коса — Андреас, отец Евы

### Режиссёр

#### Художественные фильмы
- 2008 — Нирвана
- 2009 — Беляев (совместно с Николаем Хомерики)[2]
- 2009 — Олимпиус инферно
- 2009 — Я
- 2011 — Эксперимент 5IVE (новелла «Атлантика»)
- 2011 — Бедуин
- 2013 — Скорый «Москва — Россия»
- 2018 — Подвал
- 2021 — Одержимая
- 2022 — Повелитель ветра[3]
- 2022 — Медея
- 2025 — Волшебник Изумрудного города. Дорога из жёлтого кирпича
- 2026 — Буратино

#### Телесериалы
- 2016 — Ольга
- 2017 — Физрук (4 сезон)
- 2019 — 90-е. Весело и громко
- 2021 — Коса
- 2022 — Змееносец[4]

#### Короткометражные фильмы
- 2003 — Охота на зайцев (короткометражный, по рассказу Кэндзи Маруяма)
- 2007 — Коза (короткометражный)

#### Документальные фильмы
- 1999 — Месиво (документальный)
- 2001 — Сука (документальный)

### Сценарист
- 1999 — Месиво (документальный)
- 2001 — Сука
- 2005 — Губы (короткометражка)
- 2009 — Я
- 2011 — Эксперимент 5IVE (новелла «Атлантика»)
- 2011 — Бедуин
- 2013 — Скорый «Москва — Россия»
- 2022 — Повелитель ветра

### Продюсер
- 2011 — Бедуин
- 2013 — Скорый «Москва — Россия»
- 2018 — Подвал

### Оператор
- 2001 — Сука (документальный)

### Художник
- 2003 — Охота на зайцев (короткометражный, по рассказу Кэндзи Маруяма)

## Призы и награды
- За фильм «Месиво»
- За фильм «Сука»
  - Международный кинофестиваль «Дебют. Кинотавр» — Специальное упоминание жюри (2001)
  - Международный кинофестиваль документальных фильмов в Амстердаме (IDFA) — Приз за лучший дебют и приз ФИПРЕССИ (2001)
  - Международный фестиваль в Оберхаузене — Специальное упоминание жюри и Приз экуменического жюри (2002)
  - участник международной конференции INPUT, Роттердам (2002)
- За фильм «Охота на зайцев»
  - Международный кинофестиваль в Мехико — Приз жюри и Приз за лучшую музыку (2004)
  - Международный кинофестиваль в Валенсии — Специальное упоминание жюри (2004)
  - Международный кинофестиваль «Золотой витязь» — Премия за лучшую операторскую работу (2004)
- За фильм «Коза»
  - Приз фестиваля «Кинотавр» за лучший короткометражный фильм (2007)
- За фильм «Нирвана»
  - Открытый российский кинофестиваль «Кинотавр» — Приз за «Лучший дебют» (2008)
  - «Белый слон» — приз кинокритиков за лучшую работу художника-постановщика (2008)
  - Grand Prix TEXAS IFF (2009)
  - Los Angeles Afi Film Fest Special Mention Jury (2009)
- За фильм «Скорый „Москва — Россия“»
  - VII Всероссийский кинофестиваль актёров-режиссёров «Золотой Феникс» (Смоленск) — специальный приз имени Юрия Никулина с формулировкой «за хорошее чувство юмора и ироничное отношение к действительности»[5].